# Abderrahmane Tamine
Abderrahmane Tamine, dit Abdou Tamine, né le 31 janvier 1942 à Batna et décédé en 1973, est peintre algérien.

## Biographie
Abdou Tamine est parmi les premiers qui se réclamaient du mouvement impressionniste et expressionniste dans les Aurès, il a étudié à l'École supérieure des beaux-arts d'Alger durant deux années et il a enseigné à El Madher et à Sétif. Il organise sa première exposition en 1970 à Batna et a représenté le mode de vie des Aurès. Abdou Tamine a peint également les Touaregs et le rupestre du Tassili en faisant des décorations dans des endroits publics ou lors du festival de Timgad. Il décède lors d’un accident de voiture en 1973.
En juillet 2015, une exposition à Alger est organisée pour honorer la mémoire Abderrahmane Tamine avec la participation de Lamine Azzouzi , de Sofiane Dey et de Mohamed Berkane .